# Джурупа-Валли
Джурупа-Валли (англ. Jurupa Valley) — город в округе Риверсайд, штат Калифорния, США. Согласно переписи 2020 года, население составляет 105 053 человека.

## История
2 июня 1992 года первая попытка сформировать город была отклонена электоратом. 8 марта 2011 года избирателям было представлено второе предложение о регистрации. В этот раз город был образован. 54 % проголосовали за, а 46 % — против. 1 июля 2011 года город был включён в округ Риверсайд. В то время население нового города оценивалось в 88 000 человек. Город сразу же столкнулся с возможностью роспуска, но тогдашний губернатор Джерри Браун не допустил это, подписав сенатский законопроект, который погасил многие непогашенные долги Джурупа-Валли, а также трёх других недавно зарегистрированных городов в округе Риверсайд.

## География
Город расположен к северу и западу от реки Санта-Ана. По данным Бюро переписи населения США, он имеет общую площадь в 113,13 км2. Из них 111,22 км2 приходится на сушу, а 1,91 км2 — на воду.

## Население
По данным Бюро переписи населения США, по состоянию на 1 июля 2021 года расчётная численность населения составляла 105 053 человека. 71,4 % населения города составляли латиноамериканцы, 20,6 % — белые, 3,2 % — чернокожие или афроамериканцы, 3,6 % — азиаты и 3,6 % — другие.